# ميركو ماريتش
ميركو ماريتش هو لاعب كرة قدم بوسني في مركز الهجوم، ولد في 16 مايو 1995 في غرودة في البوسنة والهرسك. شارك مع منتخب البوسنة والهرسك تحت 17 سنة لكرة القدم ومنتخب البوسنة والهرسك تحت 19 سنة لكرة القدم ومنتخب كرواتيا تحت 21 سنة لكرة القدم. أما مع النوادي، فقد لعب مع دينامو زغرب ونادي شيروكي برييغ ونادي لوكوموتيفا.

## وصلات خارجية
- ميركو ماريتش على موقع الاتحاد الأوربي (الإنجليزية)
- ميركو ماريتش على موقع قاعدة بيانات كرة القدم.إي يو (الإنجليزية)
- ميركو ماريتش على موقع ناشيونال فوتبول تيمز (الإنجليزية)
- ميركو ماريتش على موقع Soccerway.com (الإنجليزية)
- ميركو ماريتش على موقع عالم كرة القدم.نت (الإنجليزية)